# Halanaerobium alcaliphilum
Halanaerobium alcaliphilum è una specie di batterio appartenente alla famiglia delle Halanaerobiaceae.